# Maria Langhammer
Maria Christina „Ia“ Langhammer (* 13. August 1962 in Stockholm, Schweden) ist eine schwedische Schauspielerin und Sängerin.

## Leben
Maria Langhammer wuchs in einem künstlerischen Umfeld auf, so war ihr Vater nicht nur Psychotherapeut und Fotograf, sondern auch ihr Onkel, bei dem die Familie in ihren ersten Lebensjahren lebte, war Fotograf und mit der schwedischen Autorin und Schauspielerin Katarina Taikon verheiratet. Selbst als die Familie aufs Land zog, blieb das künstlerische Umfeld erhalten. So war es auch der schwedische Schauspieler Peter Lindgren, der in Maria Langhammer Talent erkannte und sie zu unregelmäßigen Theaterauftritten überreden konnte. Nachdem sie als Au-pair in London gearbeitet hatte, nahm sie Schauspielunterricht an der Calle Flygare Teaterskola, bevor sie anschließend an der Teaterhögskolan in Stockholm von 1986 bis 1989 Schauspiel studierte.
Nach ihrem Abschluss arbeitete sie mehrere Jahre an unterschiedlichen schwedischen Theatern, darunter dem Riksteatern, Norrbottensteatern, Brunnsgatan 4, Raddioteatern und dem Königlichen Dramatischen Theater, bevor sie Ende der 1990er Jahre den Schritt zum Film wagte. Bereits in einer ihrer ersten Rollen, als Berit im Drama Hela härligheten, wurde sie mit dem schwedischen Filmpreis Guldbagge als Beste Nebendarstellerin ausgezeichnet.

## Filmografie (Auswahl)
- 1993: Härifrån till Kim
- 1998: Hela härligheten
- 2001: Jordgubbar med riktig mjölk
- 2005: Die beste Mutter (Äideistä parhain)
- 2006: Exit – Lauf um dein Leben (Exit)
- 2006: Göta kanal 2 – Kanalkampen
- 2006: Detektivbüro LasseMaja (LasseMajas detektivbyrå)
- 2007: Hoppet – Der große Sprung ins Glück (Hoppet)
- 2008: Männer im Wasser (Allt flyter)
- 2009: Das Mädchen (Flickan)
- 2010: Kommissarie Späck
- 2018: Jäger – Tödliche Gier (Jägarna)
- 2023: Unmoored
- 2025: Die Glaskuppel (Glaskupan)

## Auszeichnungen
- Guldbagge – 1999: Beste Nebendarstellerin – Hela härligheten